# Naaldsporig snavelkogeltje
Het naaldsporig snavelkogeltje (Gnomonia gnomon) is een schimmel behorend tot de familie Gnomoniaceae. Hij komt voor in loofbossen op strooisel. Hij is bekend van Corylus (o.a. hazelaar).

## Kenmerken
De perithecia zijn zwart, bolvormig, 160-270 μm groot, te vinden op het blad, de nerven en de bladsteel, met een indeuking aan de bovenkant in droge toestand (concave perithecia), die zich bij rijping van het substraat losmaken. De snavel is 200-400 x 25-40 μm groot, recht en plat in dwarse richting in droge toestand. De peritheciële wand is 8-22 μm dik, bestaande uit 2-3 lagen cellen. De asci zijn 25-36 x 4,5-7 μm groot, spoelvormig, bevatten 8 sporen in bundels en hebben een apicale ring van ongeveer 1 μm groot. De ascosporen zijn 16-22 x ongeveer 1 μm groot, langwerpig, recht, met een septum in het midden van de lengte, niet ingesnoerd en voorzien van een aanhangsel aan beide uiteinden. Elke cel bevat enkele kleine oliedruppeltjes.

## Verpsreiding
Het komt voor in Europa en Noord-Amerika. In Nederland komt het naaldsporig snavelkogeltje zeer zeldzaam voor.

## Foto's

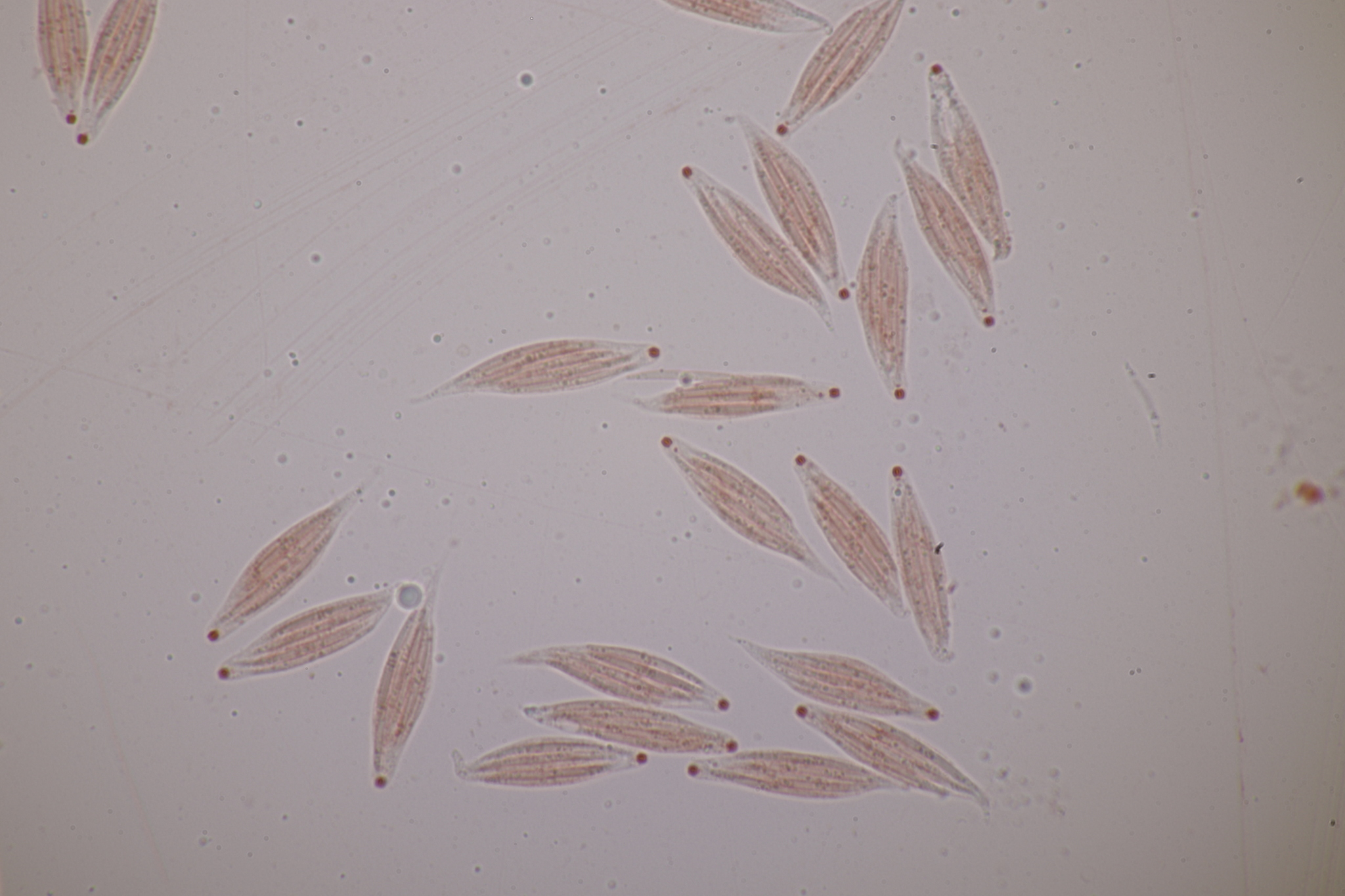
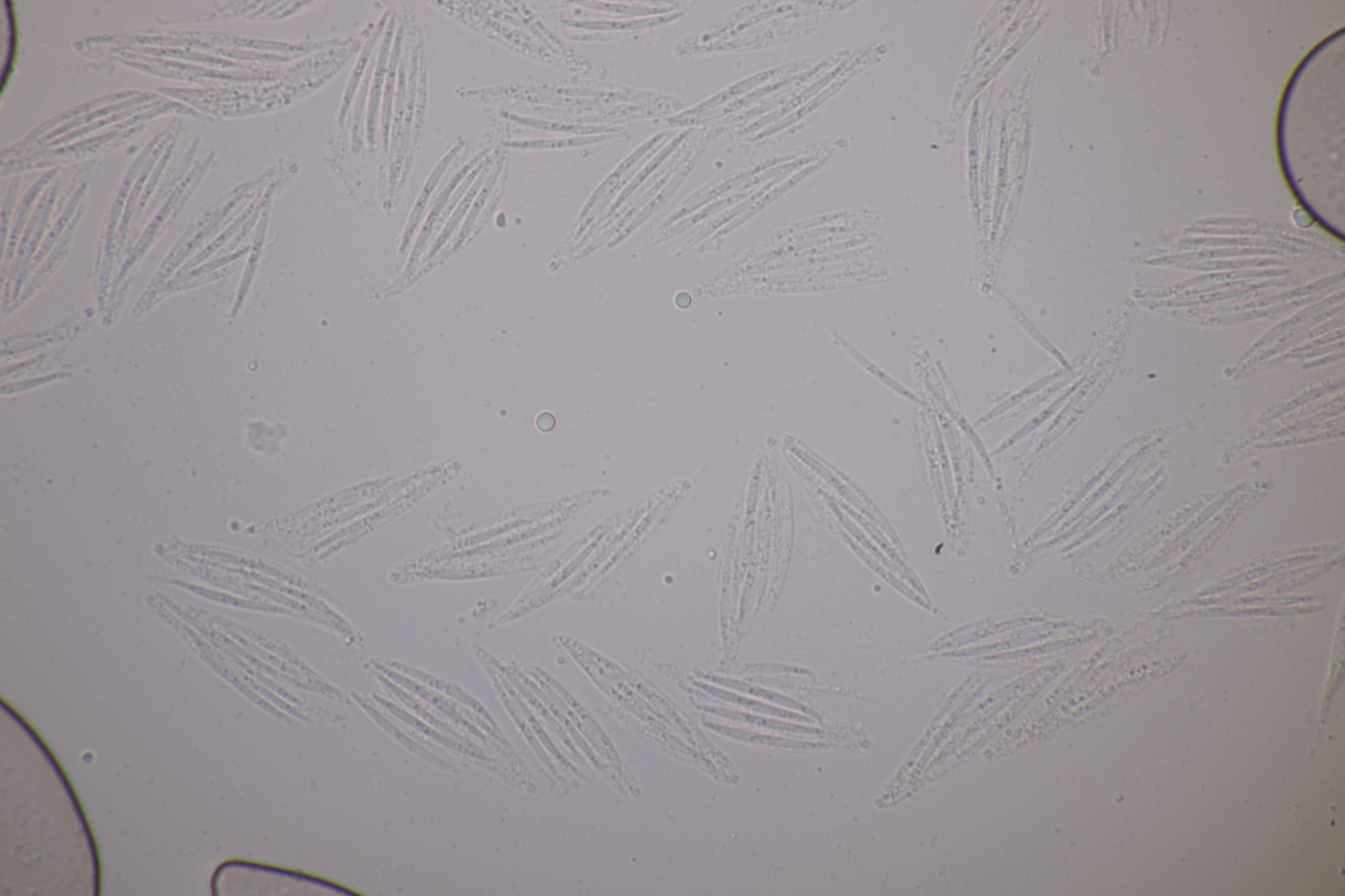
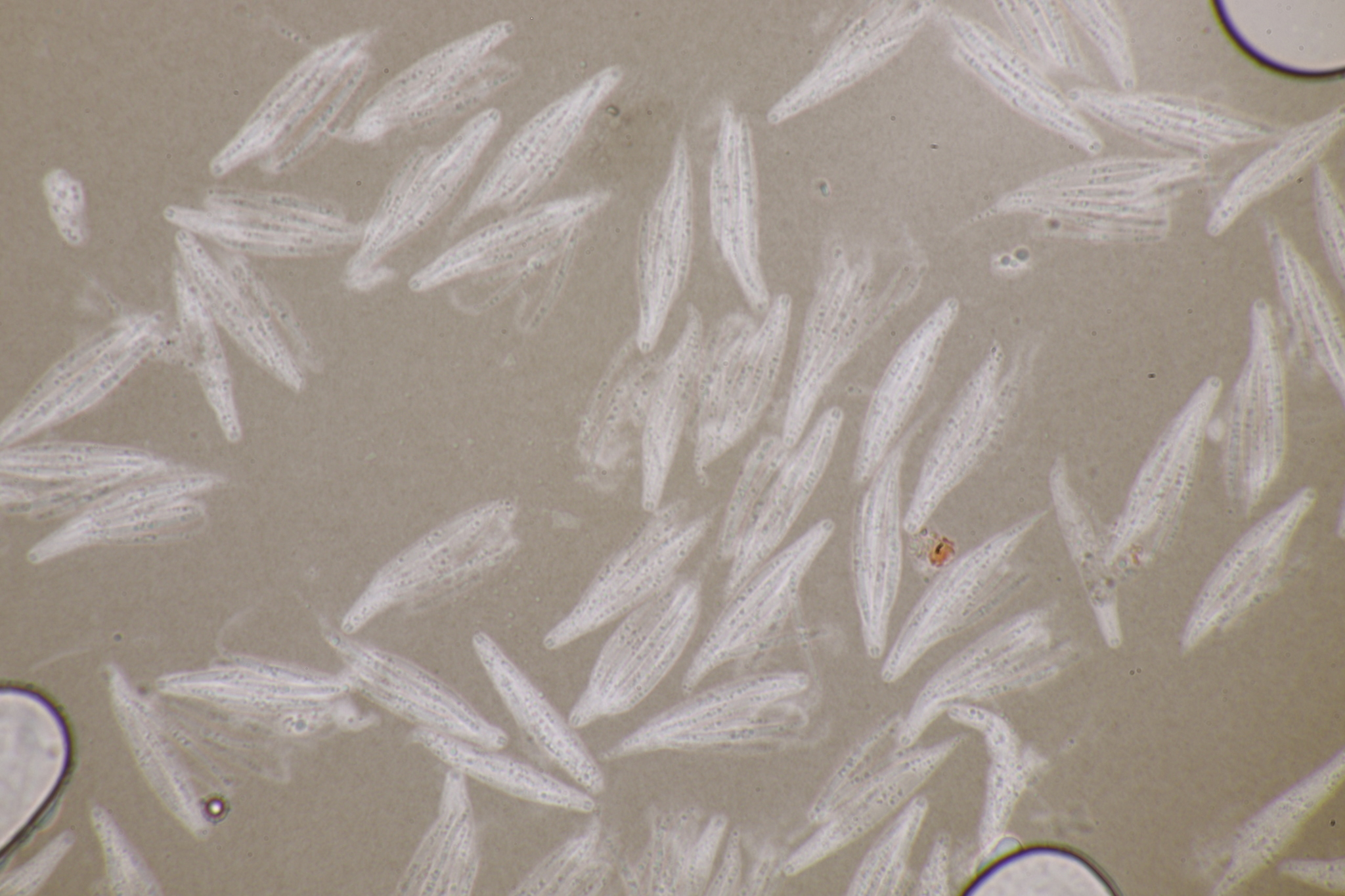